# ベニート・フアレス (メキシコシティ)
ベニート・フアレス（スペイン語: Benito Juárez）は、メキシコシティを構成する16の管轄区域のひとつである。メキシコシティの歴史的中心の南方にあたり、大部分は住宅地であるが、商業地化への圧力がかかっている。19世紀の大統領ベニート・フアレスから名前を得ている。主に中流・上流階層が住んでいるため、社会経済指標はもっとも高い。ワールド・トレード・センター・メキシコシティ、エスタディオ・アスル、プラサ・メヒコ、ポリフォルム・シケイロスのようなランドマークが多数位置している。

## 地理
ベニート・フアレスはメキシコシティの北中央部、歴史的中心のすぐ南に位置する。ミゲル・イダルゴ、クアウテモク、コヨアカン、イスタパラパ、イスタカルコ、アルバロ・オブレゴンに接している。面積は26.63平方キロメートルで、標高は2,242メートルである。56の地区(colonia)から構成される
メキシコ盆地南西部に位置する。土地は平坦で、一部分はかつてのテスココ湖の湖床であった。土壌は弾力の強い粘土が約15メートルの層をなす。

## 人口
ベニート・フアレスはメキシコシティでもっとも人口密度の高い地域で、1平方キロメートルあたり13,537人が住み、メキシコシティ平均の1.3倍にあたる。平日にはさらに150万人が労働および買い物のためにやってくる。人口の大部分は20世紀半ばに住むようになったものである。1980年代から人口増加率は少しマイナスに転じ、1980年代に-2.9%、2005年に-0.03%であった。ベニート・フアレスの平均年齢は33歳と、メキシコシティの平均である27歳より少し高い。人口の大部分は中流または上流階層で、約52%がホワイトカラー、およびその他のプロフェッショナルである。2000年において人口の1.8%にあたる6,000人近くが先住民の言語を話し、それ以外のほとんどはスペイン語話者である。先住民言語の話者の75%は女性で、ナワトル語話者が28.5%でもっとも多く、サポテク語が11.5%、オトミ語が9.4%でそれに次ぐ。
国際連合開発計画によれば、ベニート・フアレスはメキシコでもっとも高い、ドイツ、スペイン、イタリア、ニュージーランドなみの社会経済的指標を持つ。個人収入・健康指標・教育についてももっとも高い。にもかかわらず特にこの数十年間犯罪率が増加しており、特に銀行や車の強盗が多い。これは犯罪の種を求めて他の地域から犯罪者がやってくるためとされる。

## 主要な建物

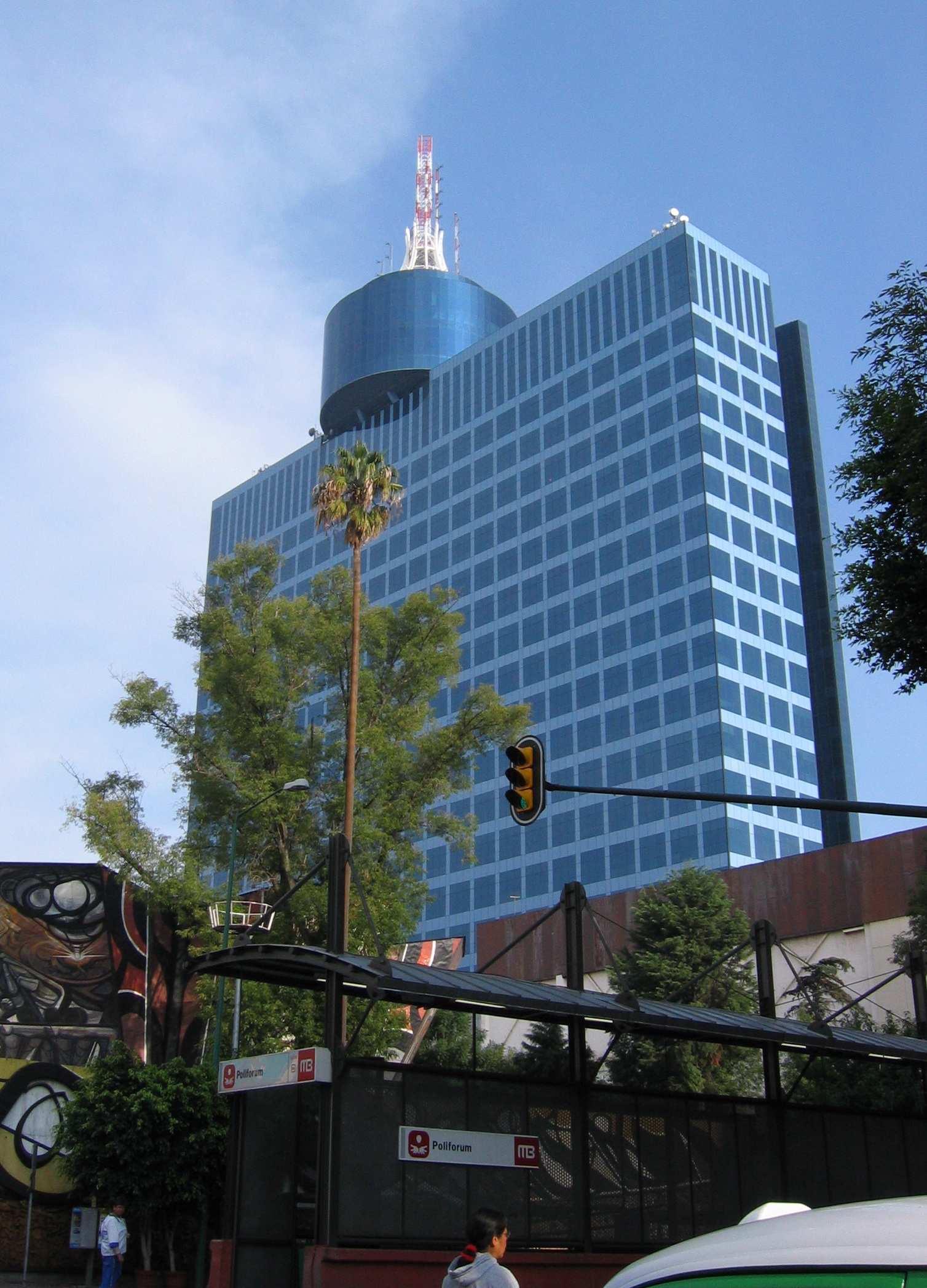
ワールド・トレード・センター

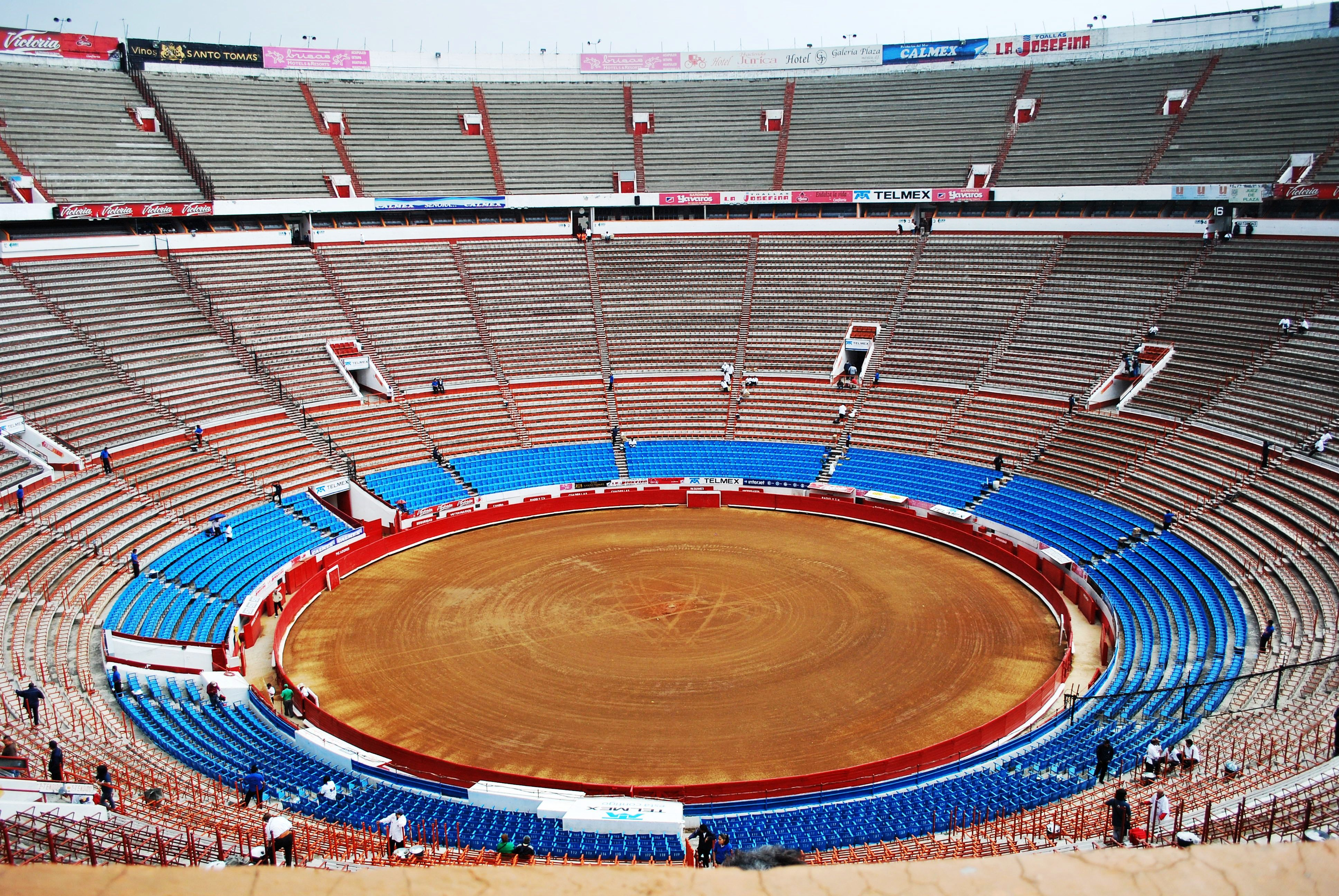
プラサ・メヒコ

ワールド・トレード・センター・メキシコシティはナポレス地区にある。1968年メキシコシティーオリンピックに備えて、1960年代に超高層ホテル「オテル・デ・メヒコ」を中心とした11の建築物の複合体を作る計画が持ちあがった。ポリフォルム・シケイロスもその1つである。大部分は完成しないままに終わったが、ホテルの建物はワールド・トレード・センターとして1994年に開業した。
ポリフォルム・シケイロスは多目的の会議場で、外側の12の壁と内側にダビッド・アルファロ・シケイロスによる壁画「人類の行進」が描かれている。
エスタディオ・アスル（青い競技場）とプラサ・メヒコ闘牛場も隣あって西部に建っている。1930年代後半にこの一帯をスポーツ都市とする大規模な計画の一部として造られたが、建設途中に事業主が倒産してしまった。闘牛場はかつてローマ地区にあったものを置きかえるために造られ、1946年にオープンした。競技場は1947年にオープンし、1996年以来プロサッカーチームのクルス・アスルの本拠地になっている。

## 交通
ベニート・フアレスにはメキシコシティ地下鉄の駅が18あり、44の路線バスが走行している。2005年にインスルヘンテス通りを通る最初のメトロバスの線が作られた。

## 歴史
西端のミスコアクの近くで1916年にピラミッドの基盤が発掘された。これはミシュコアトルの神殿である。植民地時代にはスペイン人の村がメソアメリカの村の上に建てられた。サンタ・クルス・アトヤク教会は神殿の上に建てられている。
東西両端を除いて、今のベニート・フアレスの大部分はテスココ湖に覆われていた。東部にはテノチティトランとイスタパラパおよびトラルパンを結ぶ堤道が築かれていた。スペイン人による征服の後、フランシスコ会によって教会が作られた。湖の干拓が進むにつれてアシエンダ制にもとづく村と道路が整備された。かつての堤道はトラルパン道路に変わり、最初に舗装された道路になった。この地域はメキシコシティに農産物を供給するほかにレンガ作りも19世紀なかばまで重要な産業でありつづけた。
1824年の憲法によってメキシコシティ連邦区が成立したが、今のベニート・フアレスはその中に含まれていなかった。19世紀のうちに農地は消え、かつての農民は主に織物産業の工場労働者になった。20世紀にメキシコシティの構成は何度も改革された。1928年にメキシコシティ連邦区は本来のメキシコシティと13の区(delegaciones)に分けられた。1941年にはヘネラル・アナヤ区がメキシコシティ本体に組み入れられて12区になった。1970年にメキシコシティ本体が4つの区に分けられ、ベニート・フアレスはその1つだった。
都市化は20世紀前半に始まったが、1950年代に急速に都市化が進み、1960年までに全体が都市化されたと考えられた。都市化はメキシコシティ全体の突然の成長に伴うもので、ベニート・フアレスを越えてコヨアカンなどの南部まで都市化されていった。1970年以降は成長速度が低下し、今ではメキシコシティで4番目から5番目に多い人口を持つ。ミスコアク川とチュルブスコ川は暗渠化し、この地域には水面がなくなった。